# Almut van Niekerk

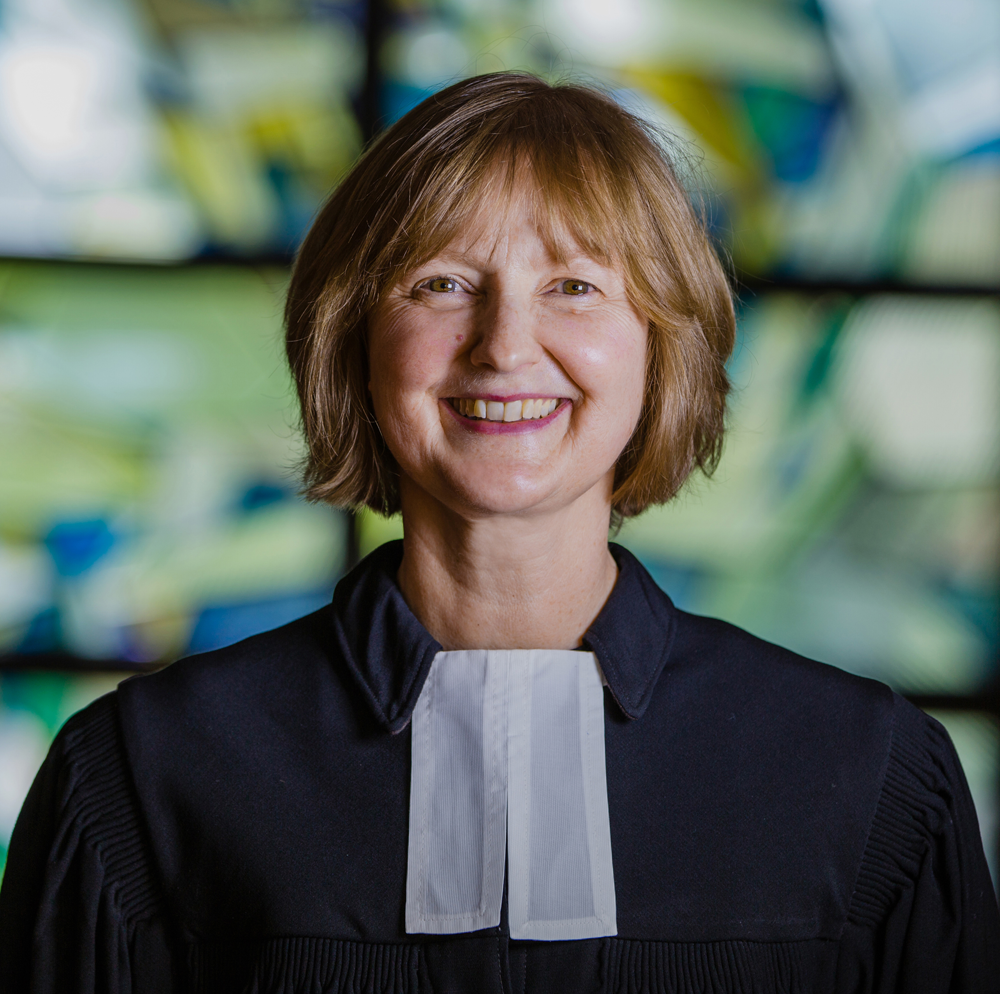
Almut van Niekerk, 2020

Almut van Niekerk (geb. Matting; * April 1967 in Gehrden) ist eine deutsche evangelische Theologin. Sie ist seit 2017 Superintendentin des Kirchenkreises An Sieg und Rhein und war von 2020 bis 2021 Mitglied der Kirchenleitung der Evangelischen Kirche im Rheinland.

## Leben
Nach dem Abitur am Albert-Einstein-Gymnasium in Sankt Augustin studierte van Niekerk Evangelische Theologie und Diakoniewissenschaft an der Rheinischen Friedrich-Wilhelms-Universität Bonn und der Ruprecht-Karls-Universität Heidelberg. Das Erste Theologische Examen legte sie 1993 ab. In ihrer Abschlussarbeit am Diakoniewissenschaftlichen Institut Heidelberg untersuchte sie Eßstörungen bei Frauen als Aufgabe der Beratungsarbeit Diakonischer Werke.
In verschiedenen Gemeinden absolvierte sie von 1994 bis 1996 ihr Vikariat, nach dem Zweiten Theologischen Examen 1996 dann bis 1999 den Probedienst. Am 1. Februar 1998 wurde sie ordiniert. Seit 1999 ist Almut van Niekerk Pfarrerin der Evangelischen Kirchengemeinde Sankt Augustin Niederpleis und Mülldorf. 
2004 schloss sie eine Weiterbildung in systemischer Familientherapie beim Institut für Familientherapie in Weinheim ab. Sie ist zertifizierte Systemische Therapeutin und Beraterin (SG).
2011 wurde sie zur stellvertretenden Superintendentin (Assessorin) des Evangelischen Kirchenkreises An Sieg und Rhein und zur Vorstandsvorsitzenden des Diakonischen Werkes gewählt. Seit 2016 ist sie die Superintendentin des Kirchenkreises An Sieg und Rhein. 2020/21 war Almut van Niekerk Mitglied der Kirchenleitung der Evangelischen Kirche im Rheinland. Im Oktober 2020 wurde bekannt, dass sie auf der Landessynode der Evangelischen Kirche im Rheinland im Januar 2021 für das Amt der Präses der Evangelischen Kirche im Rheinland kandidiert. Zum Präses wurde ihr Mitbewerber Thorsten Latzel gewählt.
Almut van Niekerk ist Mutter von zwei erwachsenen Kindern; sie war mit dem südafrikanischen Psychotherapeuten Alfred Henry van Niekerk († 2023) verheiratet.

## Arbeitsschwerpunkte
Van Niekerk arbeitet seit 2008 im Ständigen Innerkirchlichen Ausschuss der rheinischen Landessynode, zahlreichen landeskirchlichen Arbeitsgruppen, der Bewerbungskommission sowie dem Frauen-Mentoring-Projekt der Evangelischen Kirche im Rheinland mit. Hinzu kommen Vertretungen in der Synode der Evangelischen Kirche in Deutschland und der Vollversammlung der Vereinten Evangelischen Mission.